# Sophia Flörsch
Sophia Flörsch (München, 2000. december 1. –) német autóversenyző.

## Pályafutása
Flörsch 2005-ben, gokartozással kezdte pályafutását. 2014-ig versenyzett különböző gokart-sorozatokban, majd 2015-ben az ADAC Formula–4-bajnokságban indult volna, azonban mivel nem töltötte be a minimális életkornak előírt 15. életévét, így a nevezési szándékát elutasították. Flörsch a brit junior sportautó-bajnokságban vett részt versenyeken, de a szezon közepétől arra koncentrált, hogy a következő évtől szerepelhessen a Formula–4-ben, és hogy erre minél jobban felkészüljön, így nem indult több futamon a sportautó-sorozatban.
2016-ban a Team Motopark színeiben állt rajthoz a Formula–4-ben, miközben szponzori szerződést kötött az Under Armour amerikai sportszergyártó céggel. Első versenyén, a Motorsport Arena Oschersleben a pontszerző kilencedik helyen végzett. Ő lett a sorozat történetének első női pontszerzője. A szezon végül a 19. helyen végzett az összetettben.
2017. március 1-jén bejelentette, hogy a 2017-es szezonban a Team Mücke Motorsport csapatában versenyez, továbbra is a Formula–4-ben. Ebben az évben az olasz bajnokságban is rajthoz állt futamokon. A Sachsenringen a harmadik helyen ért célba, ezzel ő lett a bajnokság történetének első női dobogósa.

### Formula–3

#### 2018
2018 júliusában vált hivatalossá, hogy a Van Amersfoort Racing színeiben a 2018-as Formula–3 Európa-bajnokság hátralevő futamain is rajthoz áll. Novemberben a Makaói nagydíjon súlyos balesetet szenvedett. Flörsch egy biztonsági autós szakaszt követően, az újraindítás után az egyik kanyarban ütközött össze egyik versenytársával, az indiai Jehan Daruvalával, majd a japán Csuboi Szóval, aminek következtében autójával kirepült a pályáról és súlyos gerincsérülést szenvedett. Flörsch autója a pálya melletti fotós állványzatnak vágódott, súlyos sérülést okozva egy pályabírónak és két fotósnak is. A német versenyzőt már másnap megműtötték. A beavatkozás sikeres volt, bár az orvosai nem tudták megmondani Flörsch szenvedett-e maradandó károsodásokat.

#### 2019
2018. december 14-én a Van Amersfoort Racing megerősítette, hogy a Flörsch 2019-ben versenyzett volna a Formula–3 Európa-bajnokság utódszériájában a Formula European Mastersben. Ennek értelmében a pilótanő 2019. március 27-én újra versenyautóba ült a széria kétnapos tesztjén az Autodromo Nazionale di Monza pályán. Később azonban a szervezők törölték az első versenyidényt, a csapatok és a versenyzők gyenge érdeklődése miatt. Ezért az új olasz irányítású Formula Regionális Európa-bajnokságba nevezte be az istálló. Minden hétvégén pontot tudott szerezni, legjobb eredménye két darab negyedik hely volt. 2019 novemberében a HWA Racelab bejelentette, hogy nevezték a 66. makaói nagydíjra. A főversenyen csupán nyolc kör megtétele után megállta alatta az autója mechanikai problémák miatt és feladni kényszerült a viadalt.

#### 2020
2020. február 26-án a spanyol Campos Racing gárdája bejelentette, hogy a német hölgy versenyző a csatlakozik hozzájuk az FIA Formula–3 bajnokság második, 2020-as szezonjára. A második osztrák forduló során, július 12-én ütközött az orosz Alekszandr Szmoljarral és kiesett a futamból. A belga hétvégét kihagyta, mivel az európai Le Mans-széria francia versenyén vett részt az LMP2-es géposztályban. Végül pont nélkül zárta az összetett, ami a 29. helyre volt elegendő. A versenyen elért legjobb eredménye egy 12. hely volt Monzából.

#### 2023

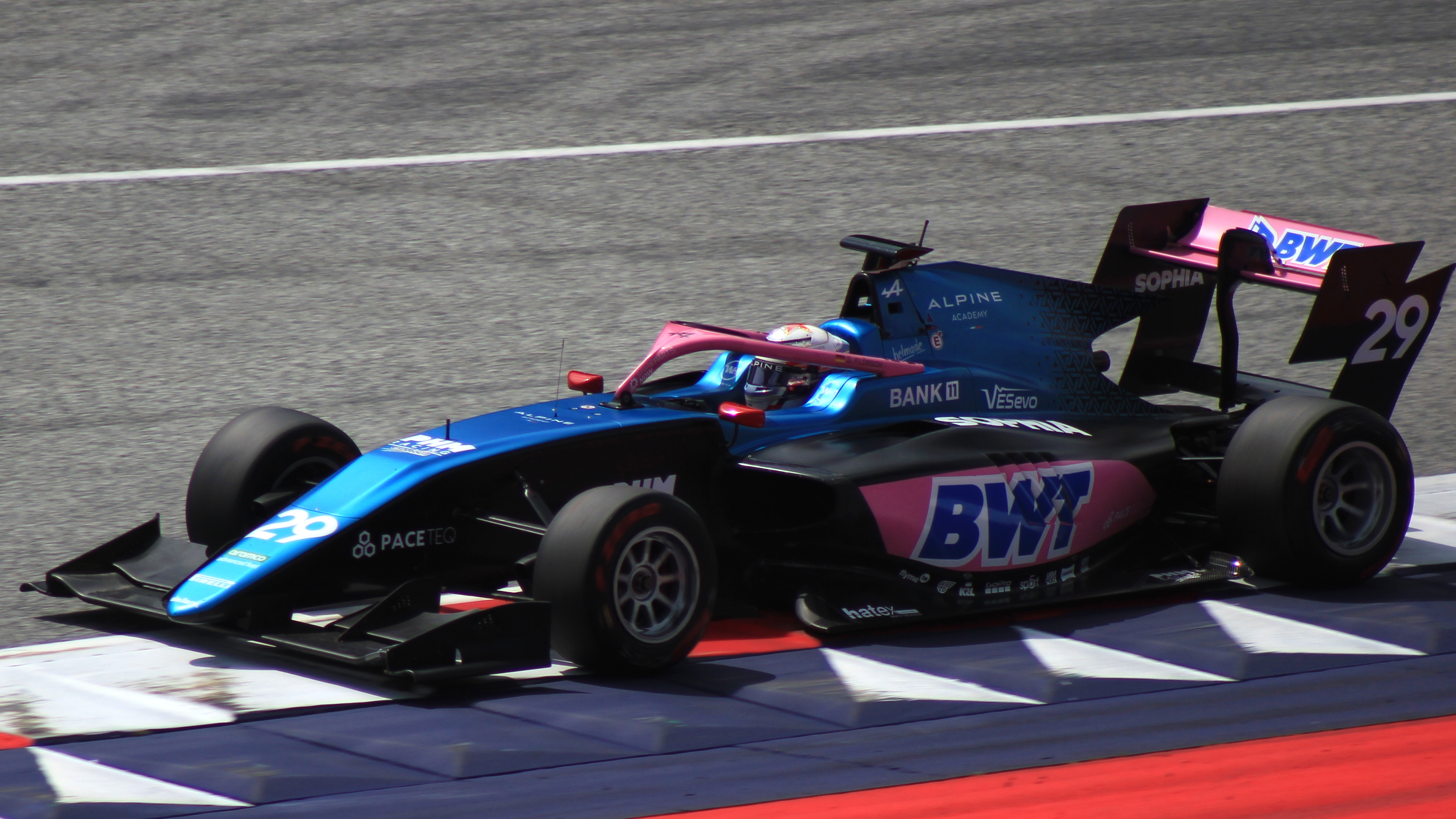
Flörsch a 2023-as osztrák nagydíjon.

Flörsch visszatért a FIA Formula–3 bajnokságba az újjáalakult PHM Racing by Charouz csapattal, az Alpine versenyzői akadémia tagjaként. 2023. július 2-án az osztrák Red Bull Ring főfutamán 9. lett, ezzel pedig történelmet írt, ugyanis ő lett az első női résztvevő, aki bajnoki pontokat szerzett a sorozatban. Pár órával később azonban utólag kizárták a végeredményből, mivel autója nem felelt meg az FIA technikai átvizsgálásain.

### Sportautózás
2020. február 11-én a svájci/francia Richard Mille Racing Team egy teljesen csak nőkből álló triót indított az európai Le Mans-szériában és a 2020-as Le Mans-i 24 órás versenyen. Váltótársai Tatiana Calderón és Beitske Visser voltak.
2021-ben a Hosszútávú-világbajnokság (WEC) teljes szezonos résztvevőjeként ismét elindultak a viadalon. Az éjszakai órákban, negyed 11-kor ő ült az autóban, amikor a pálya hátsó részén összeakadt a #26-os G-Drive Racing autóval és megforgott. Miközben megpróbálta újraindítani az Oreca 07-est a #74-es Racing Team India Eurasia autója oldalról találta el. Mivel rongálódott az autó, kiszálltak a versenyből.
2021 márciusában az újjászerveződött Német túraautó-bajnokságban (DTM) szereplő, Audi R8 LMS Evo-kat indító Abt Sportsline bejelentette leigazolását. Első bajnoki pontjait szeptember 18-án szerezte Assenben, amikor a 9. helyen ért célba. Összesen 8 egységet gyűjtött, amivel a 18. helyen rangsorolták az összetettben. Ezzel megelőzte a teljes résztvevős versenyzők közül a másik hölgy Esmee Hawkey-t és az amerikai Dev Gore-t. A 2021-es európai Le Mans-széria Portimãóban rendezett szezonzáróján Diego Menchaca helyetteseként ült autóba Habsburg Ferdinánd és Richard Bradley csapattársaként. A versenyen elért 3. helyezésükkel Flörsch lett a sorozat első női dobogósa.
2022-re Flörsch otthagyta a Richard Mille projektet, hogy csatlakozzon az orosz G-Drive Racinghez, és teljes évre visszatérjen az európai Le Mans-sorozatba, a csapatot vezető Roman Ruszinov mellett. Azonban később Ruszinov bejelentette, hogy alakulata nem indul egyik bajnokságban sem az Orosz-ukrán háború miatt. A G-Drive autóit szervizelő portugál Algarve Pro Racing önállóan vette át az irányítást és szerződtette Flörscht, valamint a holland Bent Viscaalt. Az évadnyitón, a francia Paul Ricardon összetett 2. helyet szereztek. Ezt követően már nem sikerült ilyen kiemelkedő eredményeket elérniük, Flörsch pedig az utolsó két fordulóra távozott az istállótól. A Le Mans-i 24 óráson szintén az APR színeiben állt rajthoz Jack Aitken és John Falb mellett. A futam elején szezonhibáik akadtak és öt kör hátrányba kerültek. A leintéskor az LMP2 Pro-Am értékelésében az 5. helyen végeztek. Flörsch a verseny alatt a harmadik leggyorsabb tudott lenni az ezüst licenszesek között.

## Eredményei

### Karrier összefoglaló
| Szezon | Bajnokság                           | Csapat                    | Verseny | Győzelem | Pole | Leggyorsabb kör | Dobogós helyezés | Pont | Helyezés |
| ------ | ----------------------------------- | ------------------------- | ------- | -------- | ---- | --------------- | ---------------- | ---- | -------- |
| 2015   | Ginetta Junior-bajnokság            | HHC Motorsport            | 10      | 2        | 1    | 1               | 4                | 211  | 11.      |
| 2016   | ADAC Formula–4-bajnokság            | Motopark                  | 24      | 0        | 0    | 1               | 0                | 25   | 19.      |
| 2017   | ADAC Formula–4-bajnokság            | BWT Mücke Motorsport      | 20      | 0        | 0    | 2               | 2                | 71   | 13.      |
| 2017   | Olasz Formula–4-bajnokság           | BWT Mücke Motorsport      | 9       | 0        | 0    | 0               | 0                | 28   | HN†      |
| 2018   | Formula–3 Európa-bajnokság          | Van Amersfoort Racing     | 21      | 0        | 0    | 0               | 0                | 1    | 22.      |
| 2018   | Makaói nagydíj                      | Van Amersfoort Racing     | 1       | 0        | 0    | 0               | 0                | —    | HN       |
| 2019   | Formula Regionális Európa-bajnokság | Van Amersfoort Racing     | 24      | 0        | 0    | 0               | 0                | 149  | 7.       |
| 2019   | Makaói nagydíj                      | HWA Racelab               | 1       | 0        | 0    | 0               | 0                | —    | Kiesett  |
| 2020   | Formula–3                           | Campos Racing             | 16      | 0        | 0    | 0               | 0                | 0    | 29.      |
| 2020   | Európai Le Mans-széria              | Richard Mille Racing Team | 3       | 0        | 0    | 0               | 0                | 2    | 25.      |
| 2021   | DTM                                 | Abt Sportsline            | 14      | 0        | 0    | 0               | 0                | 8    | 18.      |
| 2021   | WEC                                 | Richard Mille Racing Team | 6       | 0        | 0    | 0               | 0                | 31   | 13.      |
| 2021   | Európai Le Mans-széria              | Algarve Pro Racing        | 1       | 0        | 0    | 0               | 1                | 15   | 21.      |
| 2022   | Európai Le Mans-széria              | Algarve Pro Racing        | 4       | 0        | 0    | 0               | 1                | 23   | 13.      |
| 2023   | Formula–3                           | PHM Racing by Charouz     | 18      | 0        | 0    | 0               | 0                | 6    | 23.      |
| 2023   | Makaói nagydíj                      | Van Amersfoort Racing     | 1       | 0        | 0    | 0               | 0                | —    | 11.      |

† Flörsch vendégpilótaként volt jelen, ezért nem volt jogosult bajnoki pontokra.

### Teljes Formula–3 Európa-bajnokság eredménysorozata
(Táblázat értelmezése)

(Félkövér: pole-pozícióból indult; dőlt: leggyorsabb kört futott) 

| Év   | Csapat                | 1     | 2     | 3     | 4     | 5     | 6     | 7     | 8     | 9     | 10       | 11       | 12       | 13       | 14       | 15       | 16       | 17       | 18       | 19       | 20       | 21       | 22       | 23       | 24       | 25       | 26       | 27       | 28       | 29       | 30       | Helyezés | Pont |
| ---- | --------------------- | ----- | ----- | ----- | ----- | ----- | ----- | ----- | ----- | ----- | -------- | -------- | -------- | -------- | -------- | -------- | -------- | -------- | -------- | -------- | -------- | -------- | -------- | -------- | -------- | -------- | -------- | -------- | -------- | -------- | -------- | -------- | ---- |
| 2018 | Van Amersfoort Racing | PAU 1 | PAU 2 | PAU 3 | HUN 1 | HUN 2 | HUN 3 | NOR 1 | NOR 2 | NOR 3 | ZAN 1 23 | ZAN 2 17 | ZAN 3 19 | SPA 1 16 | SPA 2 17 | SPA 3 21 | SIL 1 18 | SIL 2 19 | SIL 3 17 | MIS 1 16 | MIS 2 19 | MIS 3 18 | NÜR 1 Ki | NÜR 2 16 | NÜR 3 21 | RBR 1 17 | RBR 2 10 | RBR 3 15 | HOC 1 15 | HOC 2 19 | HOC 3 18 | 22.      | 1    |

### Teljes Formula Regionális Európa-bajnokság eredménysorozata
(Táblázat értelmezése)

(Félkövér: pole-pozícióból indult; dőlt: leggyorsabb kört futott) 

| Év   | Csapat                | 1       | 2       | 3       | 4       | 5       | 6       | 7       | 8       | 9       | 10      | 11      | 12      | 13      | 14      | 15      | 16      | 17      | 18      | 19      | 20      | 21      | 22      | 23      | 24       | 25      | Helyezés | Pont |
| ---- | --------------------- | ------- | ------- | ------- | ------- | ------- | ------- | ------- | ------- | ------- | ------- | ------- | ------- | ------- | ------- | ------- | ------- | ------- | ------- | ------- | ------- | ------- | ------- | ------- | -------- | ------- | -------- | ---- |
| 2019 | Van Amersfoort Racing | LEC 1 9 | LEC 2 8 | LEC 3 5 | VLL 1 9 | VLL 2 5 | VLL 3 T | HUN 1 7 | HUN 2 4 | HUN 3 6 | RBR 1 6 | RBR 2 6 | RBR 3 5 | IMO 1 7 | IMO 2 8 | IMO 3 4 | IMO 4 7 | CAT 1 9 | CAT 2 8 | CAT 3 5 | MUG 1 6 | MUG 2 8 | MUG 3 9 | MNZ 1 6 | MNZ 2 10 | MNZ 3 9 | 7.       | 149  |

### Teljes FIA Formula–3-as eredménysorozata
(Táblázat értelmezése)

(Félkövér: pole-pozícióból indult; dőlt: leggyorsabb kört futott) 

| Év   | Csapat                | 1           | 2           | 3           | 4           | 5          | 6          | 7           | 8           | 9           | 10          | 11         | 12         | 13         | 14         | 15         | 16         | 17         | 18         | Helyezés | Pont |
| ---- | --------------------- | ----------- | ----------- | ----------- | ----------- | ---------- | ---------- | ----------- | ----------- | ----------- | ----------- | ---------- | ---------- | ---------- | ---------- | ---------- | ---------- | ---------- | ---------- | -------- | ---- |
| 2020 | Campos Racing         | AUT1 FEA 26 | AUT1 SPR 16 | AUT2 FEA 19 | AUT2 SPR Ki | HUN FEA 18 | HUN SPR 14 | GBR1 FEA 22 | GBR1 SPR 15 | GBR2 FEA 20 | GBR2 SPR 19 | ESP FEA 27 | ESP SPR 23 | BEL FEA    | BEL SPR    | ITA FEA 21 | ITA SPR 12 | MUG FEA 22 | MUG SPR 24 | 29.      | 0    |
| 2023 | PHM Racing by Charouz | BHR SPR 22  | BHR FEA 20  | AUS SPR 16  | AUS FEA 18  | MON SPR 23 | MON FEA 23 | ESP SPR 21  | ESP FEA 20  | AUT SPR 18  | AUT FEA Kiz | GBR SPR 19 | GBR FEA 23 | HUN SPR 15 | HUN FEA 18 | SPA SPR 12 | SPA FEA 7  | MNZ SPR 16 | MNZ FEA 13 | 23.      | 7    |

* A szezon jelenleg is zajlik.
† A versenyt nem fejezte be, de helyezését értékelték, mert a versenytáv több, mint 90%-át teljesítette.

### Teljes Európai Le Mans-széria eredménylistája
(Táblázat értelmezése)

(Félkövér: pole-pozícióból indult; dőlt: leggyorsabb kört futott) 

| Év   | Csapat                    | Osztály | Kasztni     | Motor                 | 1     | 2     | 3      | 4      | 5      | 6     | Helyezés | Pont |
| ---- | ------------------------- | ------- | ----------- | --------------------- | ----- | ----- | ------ | ------ | ------ | ----- | -------- | ---- |
| 2020 | Richard Mille Racing Team | LMP2    | Alpine A470 | Gibson GK428 4.2 L V8 | LEC   | SPA   | LEC 11 | MNZ 10 | ALG 11 |       | 25.      | 2    |
| 2021 | Algarve Pro Racing        | LMP2    | Oreca 07    | Gibson GK428 4.2 L V8 | CAT   | RBR   | LEC    | MNZ    | SPA    | ALG 3 | 21.      | 15   |
| 2022 | Algarve Pro Racing        | LMP2    | Oreca 07    | Gibson GK428 4.2 L V8 | LEC 2 | IMO 8 | MNZ 10 | CAT 12 | SPA    | ALG   | 13.      | 23   |

### Le Mans-i 24 órás autóverseny
| Év   | Csapat                    | Csapattárs                      | Autó            | Kategória   | Kör | Összetett Helyezés | Kategória Helyezés |
| ---- | ------------------------- | ------------------------------- | --------------- | ----------- | --- | ------------------ | ------------------ |
| 2020 | Richard Mille Racing Team | Tatiana Calderón Beitske Visser | Oreca 07-Gibson | LMP2        | 364 | 13.                | 9.                 |
| 2021 | Richard Mille Racing Team | Tatiana Calderón Beitske Visser | Oreca 07-Gibson | LMP2        | 74  | Kiesett            | Kiesett            |
| 2022 | Algarve Pro Racing        | Jack Aitken John Falb           | Oreca 07-Gibson | LMP2        | 361 | 25.                | 20.                |
| 2022 | Algarve Pro Racing        | Jack Aitken John Falb           | Oreca 07-Gibson | LMP2 Pro-Am | 361 | 25.                | 5.                 |

### Teljes WEC eredménysorozata
(Táblázat értelmezése)

(Félkövér: pole-pozícióból indult; dőlt: leggyorsabb kört futott) 

| Év   | Csapat                    | Osztály | Kasztni  | Motor                 | 1     | 2     | 3     | 4      | 5     | 6     | Helyezés | Pont |
| ---- | ------------------------- | ------- | -------- | --------------------- | ----- | ----- | ----- | ------ | ----- | ----- | -------- | ---- |
| 2021 | Richard Mille Racing Team | LMP2    | Oreca 07 | Gibson GK428 4.2 L V8 | SPA 8 | ALG 6 | MNZ 8 | LMS Ki | BHR 6 | BHR 9 | 13.      | 31   |

### Teljes DTM eredménylistája
(Táblázat értelmezése)

(Félkövér: pole-pozícióból indult; dőlt: leggyorsabb kört futott) 

| Év   | Csapat         | 1        | 2        | 3        | 4        | 5        | 6        | 7     | 8     | 9        | 10       | 11      | 12       | 13       | 14       | 15       | 16      | Helyezés | Pont |
| ---- | -------------- | -------- | -------- | -------- | -------- | -------- | -------- | ----- | ----- | -------- | -------- | ------- | -------- | -------- | -------- | -------- | ------- | -------- | ---- |
| 2021 | Abt Sportsline | MNZ 1 15 | MNZ 2 15 | LAU 1 Ki | LAU 2 15 | ZOL 1 15 | ZOL 2 Ki | NÜR 1 | NÜR 2 | RBR 1 17 | RBR 2 15 | ASS 1 9 | ASS 2 16 | HOC 1 12 | HOC 2 Ki | NOR 1 13 | NOR 2 9 | 18.      | 8    |

## Sikerei, díjai

### Egyéni
- Laureus-díj, az év visszatérője: 2020[47]